# 微软塞尔维亚开发研究中心
微软塞尔维亚开发研究中心（英語：Microsoft Development Center Serbia, 英文缩写：MDCS) 是世界上多个微软开发中心之一。MDCS成立于2005年。在当时，它是微软公司在世界范围内的第五个开发中心。它位于塞尔维亚首都贝尔格莱德市, 截至2013年8月，这个中心已有130位开发者。
发展中心有几个团队正在开发不同的微软技术，例如Microsoft SQL Server，Microsoft Office和Bing搜索引擎等等。